# ウルリヒ・フォン・ヴィラモーヴィッツ＝メレンドルフ

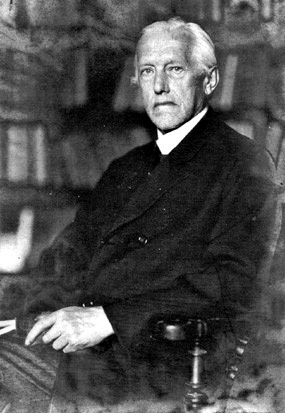
ヴィラモーヴィッツ＝メレンドルフ（1902年）

ウルリヒ・フォン・ヴィラモーヴィッツ＝メレンドルフ（Ulrich von Wilamowitz-Moellendorff、1848年12月22日 - 1931年9月25日）は、ドイツの正統派古典文献学の学者。
フリードリヒ・ニーチェやヤーコプ・ブルクハルトの論敵。また彼のもとで学んだ神話学者カール・ケレーニイと後に対立した。これはヴィラモーヴィッツらに代表される文献学がケレーニイの新しい学風と相容れなかったためであるが、具体的には旧態の文献学の解釈が近代合理主義的であったこと、ロマン主義的な側面を持ち合わせていたことで、いずれも真の古代人の生を研究するにいたらなかったためである。しかし、ギリシア神話の神アポロンの起源をめぐり、アポロンを小アジアのリュディア地方、リュキア地方に由来するという説などは今なお有力である。

## 経歴
1848年、プロイセン・ポズナニ（現ポーランド）近郊に生まれる。ボン大学、ベルリン大学で文献学を学んだ後、1872から1874年にイタリア、ギリシアで研究する。1874年にベルリン大学講師、1876年にグライフスヴァルト大学教授となり、その後1883年にゲッティンゲン大学教授、1897年にベルリン大学教授を務めた。ベルリンにて没。

## 主著
- Homerische Untersuchungen (1884)
- Platon (1919)
- Griechen Verskunst (1921)
- Glaube der Hellenen (1931)